# Koellikerina taiwanensis
Koellikerina taiwanensis is een hydroïdpoliep uit de familie Bougainvilliidae. De poliep komt uit het geslacht Koellikerina. Koellikerina taiwanensis werd in 1991 voor het eerst wetenschappelijk beschreven door Xu, Huang & Chen. 